# Mikko Hupa
Mikko Hupa, född 12 september 1952 i Helsingfors, är en finlandssvensk kemist.
Hupa är utbildad vid Åbo Akademi där han avlade DI-examen 1975 och teknologie doktorsexamen 1980. Han var professor i förbränningskemi vid samma lärosäte 1992–1997 och är sedan 1998 professor i oorganisk kemi. År 2012 utnämndes han till Akademis andra prorektor och 2015 till rektor.
År 2014 utsågs han till Årets forskningsledare vid Åbo Akademi. För sin forskning om högtemperaturförbränning av industribränslen i sodapannor mottog han vid International Chemical Recovery Conference 2017 utmärkelsen Lifetime Achievement Award. År 2014 utnämndes han till hedersdoktor vid Aalto-universitetet.
Enligt Google Scholar hade Hupa i januari 2021 ett h-index på 64.

## Utmärkelser
- Riddartecknet av I klass av Finlands Vita Ros’ orden,  6 december 2002[3]

[Redigera Wikidata]